# Treća bitka za Harkov
Treća bitka za Harkov je bila niz protuofenziva na Istočnoj fronti tijekom Drugoga svjetskog rata koju je poduzeo Treći Reich protiv Crvene armije, oko grada Harkova, između 19. veljače i 15. ožujka 1943. Nijemcima je poznata kao kampanja Donjeck a Sovjetima kao operacija Donbas i Harkov, a dovela je do njemačkog protuudara, uništenja otprilike 52 sovjetske divizije i ponovno zauzimanje gradova Harkova i Belgoroda.
Kada je njemačka Šesta armija opkoljena u Staljingradu, Crvena armija je pokrenula niz širih ofenziva protiv ostatka južnog korpusa. Ovi su kulminirali 2. siječnja 1943., kada su Sovjeti pokrenuli Operaciju Zvijezdu i Operaciju Galop, koji su između siječnja i veljače razbili njemačke defenzive i doveli do sovjetskog zauzimanja Harkova, Belgoroda, Kurska i Vorošilovgrada te Izijuma. Sovjeti su bili uspješni, ali su se njihove jedinice previše rastegnule. Mjeseci stalnih borbi uzeli su danak na Sovjetima te su neke divizije smanjene na samo 1.000–2.000 vojno sposobnih vojnika. 19. veljače, zapovjednik Erich von Manstein je iskoristio mogućnost kako bi pokrenuo protuofenzivu u Harkovu, uz pomoć svježih korpusa SS Panzer i dvije vojske.
Iako je također bio ispod kapaciteta, Wehrmacht je uspješno krenula uz bok, opkolila i pobijedila Crvenu armiju južno od Harkova. To je omogućilo von Mansteinu obnavljanje ofenzive protiv samog grada Harkova, počevši od 7. ožujka. Usprkos naredbama opkoljavanja Harkova sa sjevera, korpus SS Panzer Corps je krenuo na izravan napad 11. ožujka. To je dovelo do četverodnevne borbe od kuće do kuće, dok Harkov nije osvojen 15. ožujka. Dva dana kasnije, Wehrmacht je osvojio i Belgorod, stvarajući vakuum koji će u srpnju iste godine dovesti do bitke za Kursk. Ofenziva Wehrmachta je koštala Crvenu armiju preko 40.000 žrtava, iako je i bitka od kuće do kuće bila krvav posao za korpus SS Panzer, koji je izgubio 4.300 ljudi do kraja operacija u ožujku.

## Uvod
Počevši od 1943., Wehrmacht je zapao u veliku krizu. nakon poraza u Staljingradu te sovjetskim napadima prema rijeci Don. 2. veljače 1943. zapovjednici Šeste armije su se predali Sovjetima, zajedno s 90.000 vojnika. Gubici Trećeg Reicha u Staljingradu bili su između 120.000 i 150.000 vojnika. Kroz 1942., Treći Reich je izgubio oko 1,9 milijuna vojnika,. te je početkom 1943. Wehrmacht bio za 470.000 ljudi ispod svoje snage na Istočnoj fronti. Kada je krenula Operacija Barbarossa, Wehrmacht je imao oko 3.300 tenkova; no do 23. siječnja ostalo je samo 495 tenkova, uglavnom starijeg modela, koji su bili sposobni na cijeloj njemačko-sovjetskoj fronti.
2. veljače, Crvena armija je pokrenula Operaciju Zvijezdu, kako bi zauzela Belgorod, Harkov i Kursk. Sovjetski napad, koji je vodio poručnik-general Markian Popov, je probio Wehrmachtovu frontu, prešao Don i napao iz pozadine. Usprkos Hitlerovoj naredbi da se zadrži grad, Wehrmacht je napustio Harkov kojeg je ponovno zauzela Crvena armija 16. veljače.
Hitler je potom sletio u Mansteinov štab u Zaporižiju. Manstein ga je obavijestio da bi trenutni protunapad na Harkov bio neuspio, ali da bi mogao uspješno napasti razvučene sovjetske linije s petero Panzer korpusa, te zauzeti Harkov kasnije. 
19. veljače, sovjetske snage probile su njemačke. S obzirom na pogoršanje situacije, Hitler je von Mansteinu dao operativnu slobodu. Kada je Hitler odletio u avionu, sovjetske snage bile su samo 30 km udaljeni od zračne luke.
Predaja Wehrmachtove šeste armije u Staljingradu je oslobodilo šest sovjetskih armija, kojima je zapovijedao Konstantin Rokosovski, te su pojačane zahvaljujući opskrbi zaliha. te snage su stacionirane između središnje i južne Wehrmachtove crte bojišnice. Poznata Sovjetima kao "operacija Harkov i Donbas", ofenziva je htjela opkoliti i uništiti Wehrmacht oko rijeke Desne Sovjetska 60. armija je odgurnula Wehrmacht od Kurska, dok je sovjetska 13. armija odgurnula drugi Panzer korpus prema boku. To je otvorilo 60 km rascjepa između tih dvaju njemačkih snaga, koje je Rokosovski iskoristio. Dok je sovjetska 14. i 48. armija napadala drugu Panzer armiju s boka, stvarajući manje uspjehe,Rokosovski je pokrenuo ofenzivu 25. veljače, te probio njemačke linije, čime je zaprijetio opkoliti i odsjeći snage na jugu. Međutim, neočekivani žilavi otpor Wehrmachta je usporilo operaciju.
Dok je trajala sovjetska ofenziva, von Manstein je uspio ojačati svoje snage nakon što je Hitler pristao dati mu na raspolaganje sedam motoriziranih divizija radi protunapada. Pojačano je i ratno zrakoplovstvo, čime je njemačkim snagama data zračna superiornost. 20. veljače, Crvena armija je bila blizu Zaporižije, čime je dato zeleno svjetlo za Wehrmachtov protunapad.

## Usporedba snaga
Između 13. siječnja i 3. travnja 1943., otprilike 500.000 vojnika Crvene armije je sudjelovalo u tzv. Voronež–Harkov ofenzivi. Sveukupno, oko 6.100.000 sovjetskih vojnika je mobilizirano za to područje, dok je dodatnih 659.000 bilo onesposobljeno zbog ranjavanja. U usporedbi s tim, Wehrmacht je imao 2.200.000 vojnika na istočnom bojištu. Sovjeti su poslali najmanje dvostruko više vojnika u veljači. Međutim, zbog prevelike razvučenosti i žrtava, na početku Mansteinova protunapada je Wehrmacht imao taktičku superiornost u brojevima, uključujući u broju tenkova - primjerice, Mansteinovih 350 tenkova je bilo skoro sedam puta više od sovjetskih tijekom kontakta na terenu.

### Njemačke snage
Tijekom protunapada, Manstein je mogao računati na pojačanje svojih snaga nakon priključenja drugih divizija. Wehrmacht je time okupio oko 70.000 vojnika u usporedbi s 210.000 vojnika Crvene armije. Wehrmacht je bio ispod svojih kapaciteta, osobito nakon stalnih bitaka od ljeta 1942. do veljače 1943., zbog čega je Hitler odredio povjerenstvo čiji su članovi bili Wilhelm Keitel, Martin Bormann i Hans Lammers, kako bi se mobiliziralo dodatnih 800.000 vojno sposobnih muškaraca od "industrija koja nisu neophodna". No učinci nisu bili vidljivi do svibnja 1943., kada su njemačke snage bile na najvećoj razini od početka rata, s 9,5 milijuna ročnika.
U prosjeku, tenkovska divizija nije imala više od 100 tenka na bojištu, dok je samo 70-80 bilo sposobno za ratovanje u bilo kojem trenutku. Tek je od ljeta svaka divizija imala nešto bolji rezultat od 100-130 tenkova. SS divizije su bile u boljem stanju i imale oko 150 tenkova, sa snagom od oko 19.000 ročnika.
Četvrtom Panzer armijom je zapovjedao general Hermann Hoth, dok je Prvoj Panzer armiji zapovjedao general Eberhard von Mackensen.  6., 11. i 17. Panzer divizijama su zapovijedali generali Walther von Hünersdorff, Hermann Balck i Fridolin von Senger und Etterlin, Korpusom SS Panzer zapovijedao je general Paul Hausser.

### Crvena armija
Sovjetskim snagama zapovjedali su M. A. Reiter, Filip Golikov i Nikolaj Vatutin, U području je bilo oko 500.000 vojnika, dok je oko 346.000 vojnika bilo angažirano u obrani Harkova na početku Wehrmachtove protuofenzive
I sovjetske snage su bile ispod kapaciteta. Primjerice, svaka divizija 40. armije su imale tek 3.500–4.000 vojnika u prosjeku, dok je 69. armija mogla računati na tek 1.000–1.500 vojnika. Neke divizije su imale samo 20–50 minobacača. Vatutin je stoga zatražio pojačanje od najmanje 19.000 vojnika i 300 tenkova, dok je tzv. fronta na Voronežu primila samo 1.600 vojnika radi zamjene od početka godine 1943. U trenutku napada, na fronti na Voronježu je izgubljeno toliko ljudi te se toliko protegnula da se nije mogla ponuditi pomoć jugozapadnoj fronti.

## Mansteinov protunapad
Protunapad je počeo 19. veljače, a završio 15. ožujka 1943. Izvorno, Manstein je predvidio tri etape ofenzive. U prvoj etapi, predviđeno je uništenje sovjetskih rezervi, koji su se odveć raspršili. U drugoj, ponovno zauzimanje Harkova a u trećoj napad na sovjetske snage u Kursku - no to zadnje je otkazano zbog ruskog proljetnog topljenja (Rasputitsa) i nevoljko sudjelovanje Središnje Skupine Armije.

### Prva etapa: 19. veljače – 6. ožujka
19. veljače, Hausserov SS Panzer korpus je dobio naredbu napasti južno, radi zavaravanja prilikom pravog napada Četvrte Panzer Armije. Istodobno, Hollidt je dobio naredbu zadržati sovjetske pokušaje proboja Wehrmachtovih linija.  Prva Panzer armija je dobila naredbu otići na sjever kako bi pokušala odsjeći i uništiti Popovu Mobilnu postrojbu, uz pomoć saznanja o sovjetskoj snazi kako bi se odabrale lokacije za napad, čime bi se stvorila taktička brojčana nadmoć. Prva i Četvrta Panzer armija su dobile naredbu napasti raspršenu sovjetsku Šestu armiju i Prvu stražarsku armiju.  Između 20–23. veljače, divizija SS Panzer LSSAH se probila kroz bok Šeste armije, eliminirajući sovjetsku prijetnju rijeci Dnjepar, opkolivši i uništivši dio jedinica Crvene armije južno od rijeke Samare. Druga SS Panzer divizija, Das Reich, krenula je prema sjeveru, dok je Treća Panzer divizija, Totenkopf, krenula 22. veljače, paralelno uz Das Reich. Te dvije divizije su odsjekle rute zaliha sovjetskim rezervistima.Prva Panzer armija je opkolila Popovu Mobilnu postrojbu 24. veljače, iako je dobar dio sovjetskih snaga pobjegao sjeverno. Sovjetska Stavka je naredila fronti Voronjež premještanje Treće tenkovske armije i 69. armije južno, u pokušaju smanjivanja pritiska na jugozapadnoj fronti i napada njemačkih snaga u Krasnogradu.
Crvena armija je napala Wehrmacht južno od Harkova, dok je Mansteinova ofenziva nastavljena. 24. veljače, divizije su poslane braniti zapadni dio izbočine koje su stvorile sovjetske snage. Zbog tankih snaga, sovjetski napadi su postajali slabiji. Nadnevka 25. veljače, Središnja je fronta Rokosovskoga pokrenula ofenzivu protiv Wehrmachta.
Sovjetske snage su potom napale na jugu kako bi uništile korpus SS Panzer. Međutim, zbog manjka goriva i streljiva, sovjetska Treća tenkovska armija je odgodila ofenzivu do 3. ožujka. Oslabljena je i njemačkim zračnim napadima. > Wehrmachtove divizije su se ujedinile na sjeveru i opkolile sovjetski tenkovski korpus.
Uništenje Popove Mobilne postrojbe i Šeste armije stvorile su velik rascjep između sovjetskih snaga. Iskorištavajući ne-koordinirani i odvojeni sovjetski pokušaj zatvaranja rascjepa, Manstein je naredio nastavak ofenzive prema Harkovu. Između 1. – 5. ožujka, Četvrta Panzer armija, uključujući i korpus SS Panzer, je pokrila 80 km te se smjestila 16 km južno od Harkova. 6. ožujka, Prva SS Panzer divizija je mostobranom prešla rijeku Moš i otvorila put prema Harkovu. Mansteinov uspjeh je natjerao Stavku na zaustavljanje Rokosovskijeve ofenzive. Whermacht je zadržao obranu uz rijeku Donbas. Prema njemačkim izvorima, protunapad je Crvenu armiju koštao 23.000 vojnika i doveo do uništenja 615 tenkova.

### Napredovanje prema Harkovu: 7. – 10. ožujak
Dok je Središnja fronta Rokosovskoga nastavila ofenzivu protiv Wehrmachtove Druge armije, koja je u međuvremenu ojačana svježim divizijama, obnovljena Wehrmachtova ofenziva prema Harkovu je došla kao iznenađenje. 7. ožujka, Manstein je odlučio krenuti na Harkov, usprkos proljetnog topljenja. Umjesto da grad napadne s istoka, Manstein je odlučio napasti zapadno te ga potom opkoliti sa sjevera. Divizija Grossdeutschland se također vratila na bojišnicu, zaprijetivši razdvajanjem 69. armije i ostataka Treće tenkovske armije. 8. i 9. ožujka, korpus SS Panzer je završio svoj juriš prema sjeveru, razdvojivši 69. i 40. sovjetsku armiju, a 9. ožujka je krenuo prema istoku kako bi završio opkoljavanje. Usprkos naporima Stavke da zaustavi smjer napredovanja Wehrmachta uz pomoć pojačanja, juriš je nastavljen.
Sovjetska 40. armija je ponovno napala diviziju Grossdeutschland u zadnjem pokušaju obnavljanja komunikacija s Trećom tenkovskom armijom. Ovaj protunapad je, međutim, zaustavljen širenjem Wehrmachtove ofenzive prema Harkovu 10. ožujka. Izdato je naređenje za zauzimanje Harkova: postrojba Das Reich bi napala sa zapada, LSSAH sa sjevera a Totenkopf bi bio zaštita tijekom sjevernog i sjeverozapadnog boka. Usprkos pokušajima generala Hotha da naredi Hausseru da se drži izvornog plana, korpus SS Panzer Corps' je odlučio nastaviti sa svojim vlastitim planom napada na grad, iako su ga sovjetske obrane prisilile na odgađanje napada do drugog dana. Prema Mansteinu, štab je bio prisiljen intervenirati u nekoliko navrata kako naveo korpus SS Panzer na preusmjeravanje prema istoku kako bi se opkolio grad, umjesto da se isti napade frontalno.

### Bitka za grad: 11. – 15. ožujka
Ujutro 11. ožujka, LSSAH je pokrenuo napad na sjeverni Harkov. Druga postojba, koja je napredovala sa sjeverozapada, se podijelila na dva dijela koje su krenule prema sjevernom Harkovu sa svake strane pruge Belgorod-Harkov. Drugi bataljun, na desnoj strani pruge, napao je gradsku četvrt Severnyi Post, ali je naišao na žestok otpor te je stigao do kolodvora do kraja dana. Zahvaljujući zračnim napadima i potporom pješadije, Wehrmacht je uspio izboriti se kroz grad. Bočni napad s leđa je omogućio Wehrmachtu čvrsto stacioniranje u gradu. Istodobno, postrojba SS Panzergrenadier je napala kroz glavnu cestu s Belgoroda, te se borila s trenutnim protunapadom preko zračne luke u gradu koji je dolazio s lijevog boka. Postrojba je zauzela cestovne izlaze prema druga dva grada, ali su tenkovi imali malo goriva te su bili prisiljeni stvoriti rovove i okrenuti se u defenzivu.
Divizija Das Reich je napala isti dan, zapadno od Harkova. Nakon proboja u jednu četvrt, juriš je zaustavljen u dubokom antitenkovskom jarku i antitenkovskim oružjem. Sovjetski protunapad je zaustavljen nakon krvave izmjene vatre. Oko 15:00, Hoth je naredio Hausseru povlačenje Das Reicha kako bi se rasporedili radi plana presijecanja sovjetskih vojnika u bijegu. Umjesto toga, Hausser je poslao jedan odred iz divizije Totenkopf u svrhu te zadaće, te je obavijestio Hotha da je opasnost povlačenja Das Reicha prevelik. U noći s 11. na 12. ožujka, jedan odred je prešao preko antitenkovskog jarka i iznenadio sovjetske branitelje, čime se otvorio put za prelazak tenkova. Time je Das Reich napredovao do gradskog glavnog željezničkog kolodvora, što je najdalje koliko je ta divizija napredovala u gradu. Hoth je ponovio svoju naredbu u 00:15, a Hausser je odgovorio da je već odgovorio jućer na to. Ipak, nakon treće Hothove naredbe, Hausser je poslušao, te se Das Reich povukao uz pomoć koridora koji je otvorio LSSAH na sjeveru grada te se razmjestio na istoku Harkova.
12. ožujka, LSSAH je napredovao kroz gradski centar, probivši sovjetsku obranu u sjevernim četvrtima, čime je započela bitka od kuće do kuće. Do kraja dana, divizija je bila blizu središnjeg trga. Wehrmacht je uspio opkoliti središnji trg, uz teške žrtve zbog sovjetskih snajpera, do večeri. Trg je nakon zauzimanja preimenovan u "Platz der Leibstandarte". I druge divizije su se spojile na trgu te krenule u osvajanje juga. Nakon zauzimanja glavnih izlaznih cesta, krenuli su u defenzivu zbog sovjetskih napada.
Idućeg dana, LSSAH je napao južno prema rijeci Harkov, čime se raščistila sovjetska opasnost četvrt po četvrt. Peiperove snage su uspjele probiti se južno, uz teške gubitke zbog žestokog sovjetskog otpora, te se spojile s lijevim krilom druge divizije. Iako je većina Das Reicha napustila grad, jedna postrojba Panzergrenadier je ostala kako bi očistila jugozapadni kut grada, eliminirajući otpor do kraja dana. Time je dvije trećine grada bio pod kontrolom Wehrmachta.
Borba u gradu je jenjavala 14. ožujka. LSSAH je čistila sovjetski otpor, krenuvši prema istoku. Do kraja dana, proglašeno je da je cijeli grad u Wehrmachtovim rukama. Usporkos tome, borbe su se nastavile 15. i 16. ožujka, pošto je sovjetski otpor ostao u tvornici traktora i u južnim predgrađima Harkova. 

## Rezultat
Bitka je Crvenu armiju koštala oko 52 divizije,  te oko 70.000–80.000 žrtava. Od toga broja, oko 45.200 je ubijeno ili nestalo, dok je dodatnih 41.200 vojnika ranjeno. Ukupni gubici na strani Trećeg Reicha su zamršeniji za izračunati: procjenjuje se da je do 17. ožujka samo korpus SS Panzer izgubio oko 44% svojih borbenih snaga, uključujući oko 160 oficira i oko 4.300 registriranih ročnika.
Nakon pada Harkova, sovjetske snage na Donbasu su se raspali, omogućavajući Mansteinovim snagama put prema Belgorodu 17. ožujka, kojeg su zauzeli idućeg dana. Ipak, vrijeme i iscrpljenost su prislili Mansteina na brzi završetak te protuofenzive,usprkos njegovim ambicijama da također napadne i vakuum oko Kurska koji je stvoren nakon zauzimanja Harkova i Belgoroda.

Jedan povjesničar je zapisao da je Treća bitka za Harkov bila "zadnja velika pobjeda njemačkih snaga na istočnom bojištu." Stručnjaci u jednoj dokumentarnoj seriji su raspravljali o tome kako je ova pobjeda odgodila napredak Crvene armije prema Trećem Reichu za najmanje šest mjeseci. Nakon uspjeha u Harkovu, Hitleru su predstavljene dvije mogućnosti. U prvoj, prikrivenoj metodi, trebalo bi čekati na neizbježan nastavak sovjetske ofenzive te izvesti još jednu operaciju sličnu onoj u Harkovu - dopustiti Crvenoj armiji da uđe, rasprši se te ju potom opkoliti i napasti. Prema drugoj, izravnoj metodi, Whermacht bi nastavio prema džepu oko Kurska. Tipično, Hitler je izabrao izravnu metodu, što je dovelo do bitke za Kursk.

## Vanjske poveznice
|  | Zajednički poslužitelj ima još gradiva o temi Treća bitka za Harkov |